# Glenurus heteropteryx
Glenurus heteropteryx is een insect uit de familie van de mierenleeuwen (Myrmeleontidae), die tot de orde netvleugeligen (Neuroptera) behoort. 
Glenurus heteropteryx is voor het eerst wetenschappelijk beschreven door Gerstäcker in 1885.